# Stiria (Slovenia)

Le province storiche della Slovenia: La Stiria Slovena è la numero 4 ed è evidenziata in verde

La Stiria, o più specificamente Bassa Stiria (in sloveno Štajerska o Spodnja Štajerska; in tedesco Untersteiermark) è una delle province storiche della Slovenia. Comprende la parte più a sud del precedente Granducato di Stiria.

## Uso del nome
Il Ducato di Stiria, parte già del Sacro Romano Impero fino alla sua dissoluzione nel 1806, divenne il granducato di Stiria sotto l'Austria-Ungheria e fu entità distinta politico-amministrativa dal 1180 al 1918.
Per consuetudine la Stiria è divisa in due parti: i due terzi dell'ex ducato, noti storicamente come Stiria superiore e centrale di parlata tedesca che formano l'attuale stato federato (Land) Austriaco della Stiria (Steiermark), e dal terzo rimanente a sud dell'ex ducato, la bassa Stiria, che fu ed è a predominante parlata slovena, ad esclusione della città di Maribor (Marburg an der Drau), Celje (Cilli) e Ptuj (Pettau), che invece erano a maggioranza tedesca, ed è parte dell'attuale Repubblica di Slovenia (in sloveno Štajerska o  Spodnja Štajerska).
Quest'ultima parte non va confusa con la Stiria meridionale, la parte sud della Stiria centrale, attualmente parte del land austriaco della Stiria.

## Storia
Dopo la disintegrazione dell'Impero austro-ungarico nel 1918 alla fine della prima guerra mondiale, il Ducato di Stiria venne suddiviso tra la Repubblica dell'Austria Tedesca (Republik Deutschösterreich) e lo Stato degli Sloveni, Croati e Serbi. Tra fine ottobre e novembre 1918, l'ex maggiore austriaco di etnia slovena Rudolf Maister occupò la città di Maribor, sciolse la giunta cittadina e ne proclamò la sua annessione, assieme a tutta la Bassa Stiria, al neonato Stato degli Sloveni, Croati e Serbi; poi nel dicembre dello stesso anno avvenne la sua annessione de facto al neo costituito Regno dei Serbi, Croati e Sloveni.
Nell'Aprile 1941, la Germania nazista invase la Jugoslavia e la bassa Stiria venne annessa al terzo Reich, con l'intento, come disse lo stesso Adolf Hitler di "rendere questa terra di nuovo tedesca".
Dopo la seconda guerra mondiale passò alla Repubblica Socialista Federale di Jugoslavia per divenire poi nel 1991 parte dell'odierna Slovenia. Ufficialmente la Štajerska non ha alcun status ufficiale come unità amministrativa nella Slovenia ma solo storico-informale di provincia (in sloveno pokrajina).

## Attuale suddivisione nelle Regioni statistiche della Slovenia
Nel 2005 la Slovenia è stata suddivisa in 12 regioni statistiche. La maggior parte della Stiria slovena è ora divisa tra la regione dell'Oltredrava (Podravska) e la Savinjska. La regione sulla sponda sud del fiume Mura, comprendente anche Ljutomer, è stata incorporata nella regione della Mura (Pomurska), mentre alcuni suoi comuni tra cui Slovenj Gradec sono stati inclusi alla Carinzia slovena (Koroška).

## Città
Il centro economico e culturale della Stiria slovena è sempre stato la città di Maribor (tedesco Marburg an der Drau). Le altre maggiori città Celje (tedesco Cilli), Ptuj (tedesco Pettau), Velenje (tedesco Wöllan), Sevnica (tedesco Lichtenwald), Brežice (tedesco Rann), e Slovenj Gradec (tedesco Windischgrätz).